# Thomas Telford
Thomas Telford (Dumfriesshire, 9 agosto 1757 – Londra, 2 settembre 1834) è stato un ingegnere scozzese, protagonista durante la prima rivoluzione industriale, costruttore di varie infrastrutture, ma soprattutto autore di innovativi progetti e realizzazioni di ponti.

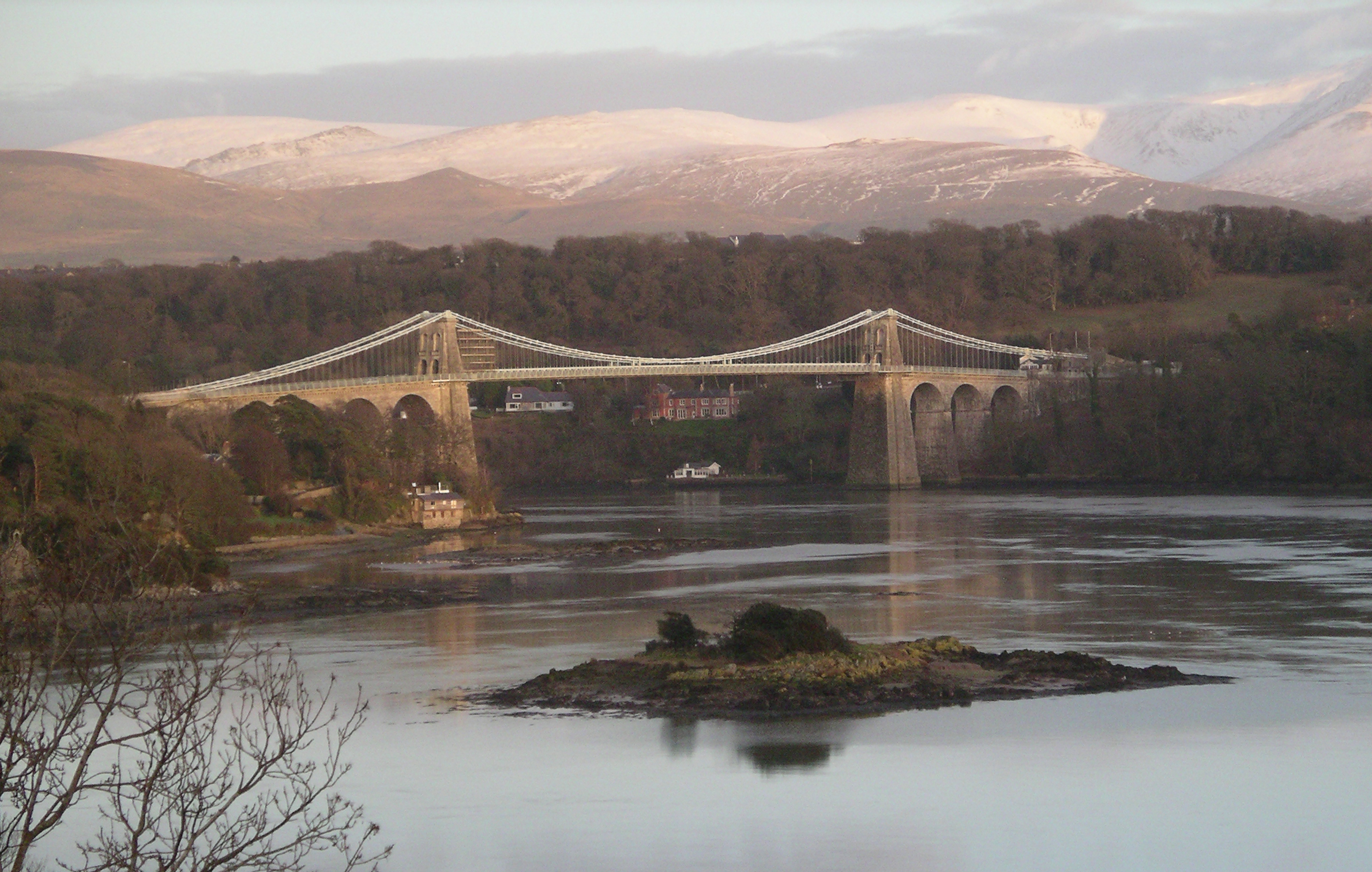
Il ponte sospeso sul Menai

Nel 1820 divenne a Londra primo presidente della Institution of Civil Engineers.

## Opere e progetti
- Progetto di un ponte da 180 metri in unica campata a sezione variabile per l'attraversamento del Tamigi a Londra, con struttura in ghisa, che non venne mai realizzato (1801).
- Ponte sospeso sul Menai, un braccio di mare tra l'isola di Anglesey e la terraferma del Galles. Il ponte fu costruito con sedici catene di sospensione, ciascuna costituita da 935 barre di ferro forgiato (oggi in acciaio), su di una luce di 176 metri (1819-1826).
- Progetti di ristrutturazione che includono a Shrewsbury il castello, la prigione della città e durante la progettazione ha incontrato John Howard, leader riformatore del sistema penitenziario.